# (29631) Ryankenny
(29631) Ryankenny est un astéroïde de la ceinture principale d'astéroïdes.

## Description
(29631) Ryankenny est un astéroïde de la ceinture principale d'astéroïdes. Il fut découvert le 28 octobre 1998 à Socorro (Nouveau-Mexique) par le projet LINEAR. Il présente une orbite caractérisée par un demi-grand axe de 2,22 UA, une excentricité de 0,07 et une inclinaison de 4,7° par rapport à l'écliptique.

## Compléments